# Ann Druffel
Ann Druffel (* 12. August 1926; † 12. Juni 2020) war eine US-amerikanische UFO-Forscherin und Autorin mehrerer UFO-Bücher, anderer grenzwissenschaftlicher Buchpublikationen sowie einer Vielzahl von Artikeln in namhaften Zeitschriften. Sie hat sich insbesondere als Biographin des Atmosphärenphysikers und UFO-Forschers James McDonald einen Namen gemacht.

## Ann Druffels UFO-Forschung
Ann Druffels Interesse an den UFOs begann 1945 in ihrer Schulzeit, als sie ein helles, gelbliches Objekt hoch am Himmel über Long Beach sah. Sie und ihre Mutter, Aileen Walsh McElroy, beobachteten das Objekt, das langsam in westlicher Richtung flog. Nach ungefähr eineinhalb Stunden, in denen es sich ca. 30 Grad von Nord-Nordost nach Nord-Nordwest bewegt hatte, lösten sich 15 bis 20 kleinere, glänzende Objekte von ihm, die in unterschiedlichen Flugrichtungen von dem Hauptobjekt fortflogen. Später wurde festgestellt, dass diese Sichtung sich ungefähr zum Zeitpunkt der Explosion der ersten experimentellen Atombombe in New Mexico ereignete.
Interessiert an außergewöhnlichen Phänomenen aller Art, hat Ann Druffel verschiedene Aspekte der UFO-Frage erforscht und seit 1957 eine große Anzahl unterschiedlicher UFO-Sichtungen recherchiert. Sie war eine der ersten Ermittler („investigators“) der US-amerikanischen UFO-Organisation NICAP und gehörte ihr von 1957 bis 1973 an. Während dieser Jahre bei NICAP lernte sie den renommierten Atmosphärenphysiker James McDonald kennen, der gute Kontakte zu NICAP hatte, und nahm an vielen seiner Fall-Untersuchungen während seiner sechsjährigen UFO-Forschung teil. Nachdem „NICAP von subversiven Agenten des FBI und der CIA zerstört worden war, die sich insgeheim in die obere Führungsriege von NICAP emporgearbeitet hatten“, wie Ann Druffel und andere vermuteten,
wechselte sie zum Mutual UFO Network (MUFON) sowie dem Center for UFO Studies (CUFOS), und veröffentlichte Artikel über Sichtungen in Kalifornien und über andere Themen sowohl im CUFOS-Journal International UFO Reporter (IUR) als auch im britischen Forschungsjournal Flying Saucer Review (FSR) und anderen namhaften UFO-Journalen.

## James McDonald-Biographie
Eines ihrer zuletzt erschienenen Bücher mit dem Titel ‘’Firestorm! Dr. James E. McDonald’s Fight for UFO Science’’ (2003) ist von Ann Druffel unter der Zielsetzung verfasst worden, das Leben des Professors für Atmosphärenphysik und UFO-Forschers James „Jim“ McDonald sowie insbesondere einige herausragende Aspekte seiner wissenschaftlichen Forschung und seinen energischen Kampf um die Anerkennung der Thematik seitens der etablierten Wissenschaft und der Regierung sowie die mysteriösen Vorgänge um den Niedergang der damals sehr einflussreichen und einer breiten Öffentlichkeit bekannten UFO-Organisation NICAP darzustellen.
Diese Darstellung basiert auf Interviews mit noch lebenden Personen, die James McDonald persönlich kannten, auf FOIA-Dokumenten, die nach seinem Tod ans Tageslicht kamen, und insbesondere auf von McDonald geführten tagebuchartigen Aufzeichnungen („Journalen“) über wichtige Ereignisse und Gespräche. Jene Aufzeichnungen, für die geheime kleine Notizbücher („pocket note book“) vorgesehen waren, auf die er in seinen persönlichen Journalen immer wieder verweist, waren nach seinem Tod nicht auffindbar.

## Verteidigung gegen Entführung durch Außerirdische
In ihrem Buch How to Defend Yourself Against Alien Abductions (1998) präsentiert Ann Druffel viele authentische Berichte aus ihren Fall-Unterlagen (aktuell 120 Fälle) und beschreibt die – teils sehr unterschiedlichen – Methoden, mit denen diesen Personen die Verteidigung gelang.

## Herkunftshypothese(n)
Ann Druffels Generalthese lautet, dass das UFO-Phänomen aus zwei eigenständigen Phänomenen bestehe. Wie James McDonald favorisierte sie – bezüglich der „metallisch“ aussehenden, per Radar erfassten, von Militärflugzeugen gejagten und von zuverlässigen Personen fotografierten – UFOs die extraterrestrische Hypothese und vertritt ebenso die Ansicht, dass diese Flugobjekte eine ernstzunehmende wissenschaftliche Herausforderung darstellen, die bisher von der US-Regierung vertuscht und vom etablierten Wissenschaftsbetrieb sträflich vernachlässigt worden sei.
Auf der anderen Seite betrachtet Ann Druffel die Entführungsszenarios als davon zu unterscheidende Vorgänge, da die meisten Entführungen in einem veränderten Bewusstseinszustand erfolgten. Sie bezweifelt daher die physikalische Realität von angeblich erfolgten genetischen Manipulationen durch Aliens, gestohlenen Föten, einer Militär-Alien-Kooperation und Implantaten, für die es ihrer Ansicht nach keinen soliden wissenschaftlichen Beweis gebe. Die mittlerweile von einer nennenswerten Anzahl von Entführungsforschern vertretene Auffassung, dass dieses Phänomen häufig Aspekte vorsätzlicher Täuschung aufweise, spreche für die Hypothese, dass die sogenannten „Entführungen“ von anderen Wesen als den Außerirdischen lediglich vorgespiegelt würde.
Sie akzeptiert die Möglichkeit, dass Entführungsberichte von unleugbar zuverlässigen und rationalen Personen auf einer bewusstseinsverändernden interdimensionalen Interaktion mit Wesen beruhen, die sich darin gefallen, mit arglosen Menschen ihre Spielchen zu treiben, sie zu täuschen und zu belästigen, häufig auch sexuell. Diese Hypothese legt ihrer Ansicht nach die Tatsache nahe, dass in einer Vielzahl religiöser oder esoterischer Literatur frappierende Parallelen zu dort auftretenden fremdartigen Wesen existieren, beispielsweise den sogenannten Sidhe (keltisch), den Jinns (Koran), den Incubi (europäisches Mittelalter) und vielen anderen in historischen Berichten und einer großen Zahl von Naturvolkmythen. Auch diese „paraphysischen Kreaturen“ werden beschrieben als Wesen, die sich auf verschiedene Art als Eindringlinge betätigten, mit der Fähigkeit begabt seien, nach Belieben ihre Form zu verändern und aus ihrer Dimension in unser Raumzeitkontinuum einzutreten; ferner würden sie ebenfalls häufig ihre Opfer sexuell belästigen oder sonstigen schädigenden Unfug mit ihnen treiben.

## Polizeiarbeit und Hellseher
In ihrem Buch The Psychic And The Detective (1995) beschreibt Ann Druffel den Werdegang des in den USA bekannten Hellsehers Marcotte und ausgewählte Fälle seiner Kooperation mit diversen Institutionen des Justizapparats in Kalifornien, dem Südwesten und Mittleren Westen. Ann Druffels Buch ist auch ein Plädoyer dafür, dass eine Kooperation mit qualifizierten Hellsehern bei der Aufklärung von Verbrechen ausgeweitet und die Geheimhaltung bzw. Tabuisierung dieser Kooperation in der Öffentlichkeit endlich aufgegeben wird.

## Publikationen von Ann Druffel
- The Tujunga Canyon Contacts, Anomalist Books 2008, ISBN 1-933665-33-5
- Firestorm: Dr. James E. McDonald's Fight for UFO Science, Wild Flower Press, 2003, ISBN 0-926524-58-5
- How To Defend Yourself Against Alien Abduction, Three Rivers Press 1998, ISBN 0-609-80263-1
- UFOs Over Topanga Canyon, Llewellyn Pub 1999, ISBN 1-56718-221-6
- The Psychic and the Detective, Hampton Roads Publishing Co. 1995, ISBN 1-57174-029-5
- Past Lives Future Growth, Acs Pubns 1987, ISBN 0-917086-88-0